# Strafvollstreckungsordnung
Die Strafvollstreckungsordnung (StVollstrO) enthält die Verwaltungsvorschriften zur Aus- und Durchführung der Strafvollstreckung in Deutschland; sie regelt nicht die Ausgestaltung der Strafe (das wird im Strafvollzugsrecht geregelt). Die Strafvollstreckungsordnung hat keinen Gesetzesrang, bindet aber die Vollstreckungs- und Vollzugsbehörden als Verwaltungsvorschrift. Im Kern gehört die Strafvollstreckungsordnung zum formellen Strafrecht.
Bei jugendlichen und jungen Erwachsenen gelten für die Vollstreckung die Richtlinien nach § 114 Jugendgerichtsgesetz. Die Vorschriften der Strafvollstreckungsordnung gelten aber ergänzend. Die Vollstreckung von Entscheidungen nach dem Gesetz über Ordnungswidrigkeiten ist nach §§ 87, 88 StVollstrO möglich.

## Erlass
Wie bei den Richtlinien zum Straf- und Bußgeldverfahren (RiStBV) handelt es sich bei der Strafvollstreckungsordnung um einen zwischen Bund (Bundesregierung, hier: Bundesministerium der Justiz) und Ländern (Justizverwaltung) koordinieren Normenkorpus. Sie wird als Allgemeine Verfügung für den Bund im Bundesanzeiger (BAnz. 2011, Nr. 112a, S. 1ff., ersetzt die Fassung von 2001) und für die Länder in deren Verkündungsorganen, zuletzt mit Wirkung zum 1. August 2011, bekanntgegeben. Die erste Strafvollstreckungsordnung ist am 15. Februar 1956 erlassen worden.

## Inhalt
Die Strafvollstreckungsordnung gilt ergänzend zu den gesetzlichen Vorschriften des Siebenten Buches der Strafprozessordnung (StPO).

### Behörden und Zuständigkeit
Vollstreckungsbehörde nach § 4 StVollStrO (auch: § 451 Abs. 1 StPO) ist die Staatsanwaltschaft (bei Jugendstrafe der Jugendrichter), in den Verfahren in erster Instanz vor dem Oberlandesgericht die Generalstaatsanwaltschaft oder die Bundesanwaltschaft.
Die Strafvollstreckung obliegt funktionell dem Rechtspfleger (§ 31 Rechtspflegergesetz). Die örtliche Zuständigkeit bestimmt sich ebenfalls nach dem Gericht des ersten Rechtszuges. Bei einer Gesamtstrafe übernimmt das Vollstreckungsverfahren die Behörde, die die Gesamtstrafe vollstreckt.
Wesentlich für die Vollstreckung der freiheitsentziehenden Strafe ist der Vollstreckungsplan (§ 22 StVollstrO). Die Strafvollstreckungsordnung nennt auch die sachliche und örtliche Vollzugszuständigkeit.

### Wesentliche Vollstreckungshandlungen
Die Ladung zum Strafantritt (§ 27 StVollStrO) ist die Aufforderung an den Verurteilten, sich binnen einer Frist in der Vollzugsanstalt einzufinden, wenn nicht ein sofortiger Strafantritt geboten ist. Dafür wird gegebenenfalls die Überführung durch Ersuchen an die bislang vollziehende Anstalt gerichtet (§ 28 StVollStrO). Die zukünftig vollziehende Anstalt wird um Aufnahme ersucht (§ 29 StVollStrO). Findet sich der oder die auf freiem Fuß befindliche Verurteilte nicht zum Zeitpunkt des Strafantritts ein, erwirkt die Vollstreckungsbehörde einen Vorführungs- und Haftbefehl (§ 33 StVollStrO).
Die Vollstreckungsbehörde berechnet die Strafzeit (§§ 37 ff.) mit dem Strafbeginn (§ 38) unter Anrechnung von anderen freiheitsentziehenden Maßnahmen (auch Untersuchungshaft, § 39).
Der Aussetzung des Strafrestes, Aufschub der Vollstreckung (§§ 454ff. StPO) und die Unterbrechung der Vollstreckung bei Vollzugsuntauglichkeit oder wegen der Vollzugssituation (§§ 45–46a StVollStrO) sind ebenfalls Maßnahmen, die durch die Vollstreckungsbehörde getroffen werden.
Bei Maßregeln der Besserung und Sicherung gelten neben den besonderen Vorschriften des Strafgesetzbuches die §§ 53 ff. StVollStrO. Im Wesentlichen gelten die Vorschriften über die Vollstreckung der Strafe sinngemäß.
Soll keine freiheitsentziehende Strafe, sondern eine Geldstrafe vollstreckt werden, richtet sich dies nach der Einforderungs- und Beitreibungsanordnung (EBAO). Soweit die Geldstrafe uneinbringlich ist, tritt an die Stelle eine Ersatzfreiheitsstrafe. Die Formvorschriften für das Ersuchen zur Aufnahme sind etwas gelockert (§ 51 StVollStrO).
Beim Verfall, der Einziehung, Weiterverwendung und Unbrauchbarmachung von Gegenständen sind Benachrichtigungspflichten zu beachten (§§ 60 ff., 69 ff. StVollStrO).

## Rechtsweg
Die Strafvollstreckungsordnung sieht als Rechtsbehelf gegen Maßnahmen der Vollstreckungsbehörde die Beschwerde nach § 21 StVollStrO vor. Diese ist jedoch gegenüber gerichtlichen Entscheidungen nach §§ 458 und 459h StPO sowie § 103 OwiG subsidiär. Über die Beschwerde entscheidet die jeweils höhere Dienstbehörde. Das Beschwerdeverfahren ist zudem Voraussetzung (§ 24 Abs. 2 GVGEG) für eine Entscheidung des Oberlandesgerichts nach §§ 23 GVGEG. Die Beschwerde hat keinen Suspensiveffekt (§ 21 Abs. 2 StVollStrO).